# Luxemburg himnusza
Az „Ons Hémécht” a luxemburgi nemzeti himnusz. Címe magyarul: Hazánk. Szövegét Michel Lentz írta 1859-ben, és Jean Antoine Zinnen zenésítette meg 1864-ben. Nyilvánosan először Ettelbruck-ben, az Alzette és a Sauer (mindkét folyó neve szerepel a szövegben) összefolyásánál fekvő városban adták elő 1864. június 5-én. 1895-ben fogadták el az ország hivatalos himnuszaként.
A vers szövege a himnuszoknál oly gyakori módon az ország tájainak szépségéről, a szabadságról és a hazaszeretetről szól.
A nagyhercegi család himnusza a De Wilhelmus (nem azonos a holland himnusszal, a Het Wilhelmus-szal).

## Hivatalosluxemburgi nyelvűszövege
Wou d'Uelzécht durech d'Wisen zéit, 

Duerch d'Fielsen d'Sauer brécht,

Wou d'Rief laanscht d'Musel dofteg bléit,

Den Himmel Wäin ons mécht:

Dat ass onst Land, fir dat mer géif

Hei nidden alles won,

Ons Heemechtsland dat mir so déif

An onsen Hierzer dron.

Ons Hemechtsland dat mir so déif

An onsen Hierzer dron.
O Du do uewen, deen seng Hand

Duerch d'Welt d'Natioune leet,

Behitt Du d'Lëtzebuerger Land

Vru friemem Joch a Leed;

Du hues ons all als Kanner schon

De fräie Geescht jo ginn,

Looss viru blénken d'Fräiheetssonn,

Déi mir so laang gesinn!

Looss virublénken d'Fräiheetssonn,

Déi mir sou laang gesinn!

## Hivatalos francia fordítása
(ford. Jean-Claude Muller)
Où l'Alzette arrose champs et prés

La Sûre baigne les rochers;

Où la Moselle, riante et belle

Nous fait cadeau du vin

C'est notre pays pour lequel

Nous risquons tout sur terre;

Notr'chère et adorable patrie

Dont notr'âme est remplie.

Notr'chère et adorable patrie

Dont notr'âme est remplie.
Ô Toi aux cieux qui nuit et jour

Diriges les nations du monde;

Écarte du pays de Luxembourg

L'oppression étrangère

Enfants nous avons reçu de Toi

L'esprit de la liberté;

Permets au soleil de liberté

De luire à tout jamais.

Permets au soleil de liberté

De luire à tout jamais.

## Hivatalos német fordítása
(ford: Joseph Groben)
Wo die Alzette durch die Wiesen zieht,

Durch die Felsen die Sauer bricht,

Die Rebe längs der Mosel blüht,

Der Himmel Wein verspricht:

Dort ist das Land, für dessen Ehr

Kein Opfer uns zu schwer,

Die Heimat, die als teures Gut

In unseren Herzen ruht.

Die Heimat, die als teures Gut

In unseren Herzen ruht.
O Du dort droben, dessen Hand

Den Völkern gibt Geleit,

Behüt das Luxemburger Land

Vor fremdem Joch, vor Leid!

Als Kind empfingen wir von Dir

Den freiheitlichen Sinn,

Die Freiheitssonne, unsre Zier,

Lass leuchten fernerhin!

Die Freiheitssonne, unsre Zier,

Lass leuchten fernerhin!

## Nem hivatalos angol fordítása
(ford: Nicholas Weydert, 1929)
Where the Alzette slowly flows,

The Sura plays wild pranks,

Where fragrant vineyards amply grow

On the Mosella's banks;

There lies the land for which we would

Dare everything down here,

Our own, our native land which ranks

Deeply in our hearts.

Our own, our native land which ranks

Deeply in our hearts.
O Thou above whose powerful hand

Makes States or lays them low,

Protect this Luxembourger land

From foreign yoke and woe.

Your spirit of liberty bestow

On us now as of yore.

Let Freedom's sun in glory glow

For now and evermore.

Let Freedom's sun in glory glow

For now and evermore.

## Külső hivatkozások
- https://web.archive.org/web/20070105134906/http://www.gouvernement.lu/tout_savoir/download/hymne.mp3